# 剱持クリア
剱持 クリア（けんもち クリア、1997年9月7日 - ）は、日本の女子陸上競技選手。専門は三段跳、走幅跳。姉の剱持早紀(長谷川体育施設陸上競技部)も同じく三段跳選手。
夫はプロサッカー選手の三笘薫。

## 経歴・人物
山梨県山梨市出身。父が創設した陸上クラブで競技をしていた姉を見て、競技を始める。
中学校時代から跳躍種目を専門とするようになり、2012年の中学3年で出場した「第39回全日本中学校陸上競技選手権大会」（千葉県・千葉県総合スポーツセンター陸上競技場）では走幅跳で2位入賞を果たす。
山梨学院高等学校へ進学した後は、山梨県高等学校総合体育大会にて3年連続で走高跳、走幅跳の2種目を制覇。しかし全国高等学校総合体育大会陸上競技大会（インターハイ）では2年生の走幅跳にて予選落ちの結果に終わる。
2016年に筑波大学体育専門学群に入学し、陸上競技部に入部。大学では3年生時に「第87回日本学生陸上競技対校選手権大会」三段跳にて13m12（+2.4m）を跳んで優勝した。
2020年3月に大学を卒業した後は、実業団チームに入らずに故郷の山梨県を拠点にしてスポンサーを募って個人活動の形で陸上競技を続けている。
2022年7月、大学の同級生であるサッカー日本代表の三笘薫と入籍した。